# Omòplats de la cova d'El Castillo
Els Omòplats de la cova d'El Castillo són un conjunt de trenta-tres omòplats, trobats a la cova d'El Castillo, amb figures gravades zoomorfes, geomètriques i traços, i que presublimente s'atribueixen al Solutrià tardà o Magdalenià inicial i que pel seu estil es pot dir que, al costat dels omòplats d'Altamira, pertanyen a un estil regional únic. Actualment es conserven en el Museu Arqueològic Nacional d'Espanya a Madrid.

## Troballa
Van ser trobats a la campanya de 1911, part de l'excavació de 1910 a 1914 dirigida per Hugo Obermaier i amb col·laboracions tan importants com la de Henri Breuil, a la cova d' El Castillo a Puente Viesgo (Santander), encara que després van ser traslladats a França per al seu estudi i van romandre inèdits, tots menys un, fins a la seva publicació per Almagro Basch el 1976.

## Descripció
La tècnica de les representacions és la del ratllat múltiple dels caps i colls, especialment de cérvoles. Aquest estil apareix a altres objectes de l'art moble sobre suports semblants en jaciments francesos.
Els motius decoratius que presenten les peces s'agrupen en una sèrie de tipus:
1. Figures realistes
2. Marques simples
3. Trossos longitudinals simples
4. Motius a base de traços longitudinals que es mostren cap a formes tancades
5. Associacions de trossos rectilinis

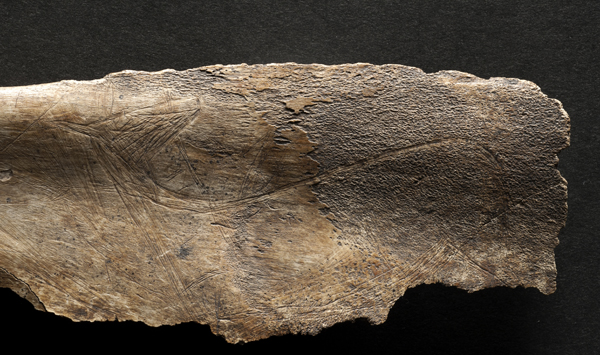
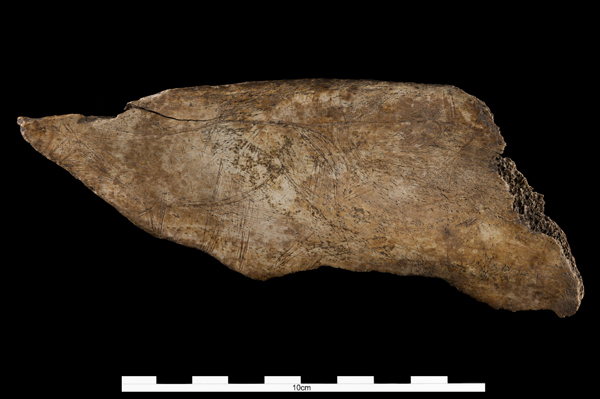
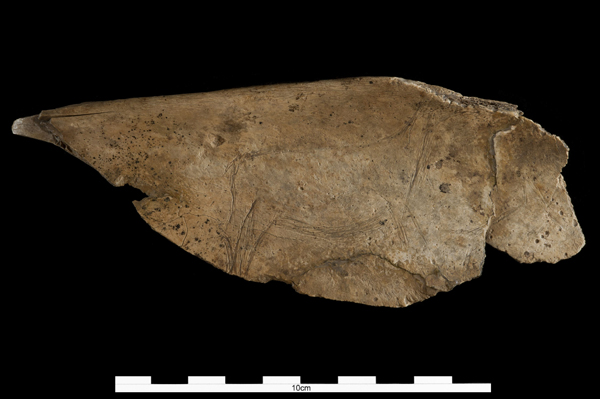
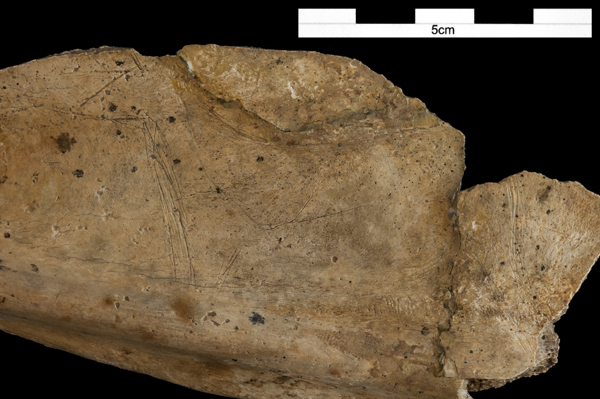

6. Formes tancades
7. Estries

## Cova d'El Castillo
Les coves d'El Castillo és un conjunt de quatre cavitats amb art rupestre paleolític, declarades Patrimoni de la Humanitat per la UNESCO el 2008. Les quatre coves alberguen art rupestre, del Paleolític superior, de diverses èpoques i estils, estant l'abric de la de cova d'El Castillo la que posseeix el jaciment arqueològic més important, amb una potència de fins a catorze metres.